# Dicranomyia adirondacensis
Dicranomyia adirondacensis är en tvåvingeart som beskrevs av Alexander 1922. Dicranomyia adirondacensis ingår i släktet Dicranomyia och familjen småharkrankar. Inga underarter finns listade i Catalogue of Life.